# Terlipressin
Terlipressin (tên biệt dược Teripress của New Medicon Pharma và Glypressin của Ferring Enterprises) là một chất tương tự của vasopressin được sử dụng như một loại thuốc vận mạch trong việc kiểm soát huyết áp thấp. Thuốc đã được tìm thấy là có hiệu quả khi norepinephrine không có tác dụng.
Chỉ định sử dụng bao gồm sốc nhiễm trùng kháng norepinephrine  và hội chứng gan thận. Ngoài ra, nó được sử dụng để điều trị giãn tĩnh mạch thực quản chảy máu.

## Tính khả dụng
Terlipressin hiện không có sẵn ở Hoa Kỳ, hoặc Canada, nhưng nó có sẵn ở New Zealand, Úc, phần lớn châu Âu, Ấn Độ & UAE và cũng ở Pakistan

## Chống chỉ định
Không khuyến cáo sử dụng Terlipressin trong thời kỳ mang thai.